# Stefan Weise
Stefan Weise (* 1983 in Magdeburg) ist ein deutscher Altphilologe.

## Leben
Nach dem Abitur am Norbertusgymnasium in Magdeburg studierte Weise ab 2003 die Fächer Lateinische und Griechische Philologie (zwischenzeitlich auch Klassische Archäologie) auf Lehramt und Magister an der Martin-Luther-Universität Halle-Wittenberg. Nach dem Magisterexamen (2008) und der ersten Staatsprüfung (2009) war er von 2009 bis 2013 wissenschaftlicher Mitarbeiter am Lehrstuhl für Griechische Philologie (Michael Hillgruber) an der Martin-Luther-Universität Halle-Wittenberg. 2013 erfolgte die Promotion mit der Arbeit „Die griechischen Gedichte Claudians“ (Referat: Michael Hillgruber, Korreferat: Siegmar Döpp). Von 2013 bis 2015 absolvierte er seinen Vorbereitungsdienst am Studienseminar Braunschweig (Ausbildungsschule Wilhelm-Gymnasium Braunschweig), 2014 erfolgte die Staatsprüfung.
Seit 2015 ist Weise Juniorprofessor für Klassische Philologie/Griechisch an der Bergischen Universität Wuppertal (BUW).
Seine Forschungsschwerpunkte sind die griechische Epigrammatik und Epik, die Homer- und Herodotrezeption, die altgriechische Literatur der Neuzeit (Humanistengriechisch) sowie die neulateinische Literatur.
Stefan Weise ist Sohn des Mediziners Wolfgang Weise.

## Schriften (Auswahl)
- Die griechischen Gedichte Claudians (2 Teile). Halle, Univ., Phil. Fakultät I, Diss. 2013.
- (Hg. zusammen mit M. Hillgruber und R. Lenk) HYPOTHESEIS. Festschrift für Wolfgang Luppe zum 80. Geburtstag. Berlin / Boston 2011 (= Archiv für Papyrusforschung 57/2).
- (Hg.) Hellenisti! – Altgriechisch als Literatursprache im neuzeitlichen Europa. Stuttgart 2017 (= Palingenesia; 107).
- Der Arion des Lorenz Rhodoman. Ein altgriechisches Epyllion der Renaissance. Einleitung, Text, Übersetzung, Wortindex. Stuttgart 2019 (= Palingenesia; 117).